# Hayate Take
Hayate Take (武 颯 Take Hayate?), född 17 juli 1995 i Kanagawa prefektur, är en japansk fotbollsspelare.
Take började sin karriär 2018 i Fukushima United FC. Han spelade 61 ligamatcher för klubben. 2020 flyttade han till Kataller Toyama.